# Anežka ze Solms-Laubachu
Anežka ze Solms-Laubachu (7. ledna 1578, Laubach – 23. listopadu 1602, Laubach) byla hraběnkou ze Solms-Laubachu a sňatkem od roku 1593 hesensko-kasselskou lankraběnkou.

## Život
Anežka se narodila jako dcera hraběte Jana Jiřího ze Solms-Laubachu (1546–1600) a jeho manželky Markéty (1554–1606), dcery hraběte Jiřího I. ze Schönburg-Glauchau.
V patnácti letech se Anežka 23. září 1593 v Kasselu provdala za lankraběte Mořice Hesensko-Kasselského, se kterým se setkala na svatbě své starší sestry Anny Marie. Annina svatba se slavila za přítomnosti mnoha knížecích hostů. Sňatek s kalvinistickou hraběnkou utužil Mořicovy vztahy s kalvinistickými hrabaty z Wetterau, ačkoli se Mořic s Anežkou oženil spíše z lásky než z dynastických důvodů.
Anežka byla popisována jako výjimečně talentovaná, krásná a milá žena. Matthäus Merian vytvořil výšivku hraběnky s manželem a dětmi. Den po Anežčině smrti napsal Mořic francouzskému králi Jindřichovi IV. o své velké ztrátě.

## Potomci
Za devět let šťastného manželství porodila Anežka manželovi šest dětí, z nichž se tři dožily dospělosti:
- Oto Hesensko-Kasselský (24. prosince 1594 – 7. srpna 1617),
⚭ 1613 Kateřina Uršula Bádensko-Durlašská (19. června 1593 – 15. února 1615)
⚭ 1617 Anežka Magdaléna Anhaltsko-Desavská (29. března 1590 – 24. října 1626)
- Alžběta Hesensko-Kasselská (24. března 1596 – 16. prosince 1625), ⚭ 1618 Jan Albert II. Meklenburský (5. května 1590 – 23. dubna 1636)
- Mrtvé dítě (*/† 24. leden 1597)
- Mrtvé dítě (*/† 1599)
- Mořic (14. července 1600 – 11. srpna 1612)
- Vilém V. Hesensko-Kasselský (13. února 1602 – 21. září 1637), lankrabě hesensko-kasselský od roku 1627 až do své smrti, ⚭ 1619 Amálie Alžběta z Hanau-Münzenbergu (29. ledna 1602 – 8. srpna 1651